# Astacilloechus ingolfi
Astacilloechus ingolfi is een pissebed uit de familie Cabiropidae. De wetenschappelijke naam van de soort is voor het eerst geldig gepubliceerd in 1916 door Hansen.